# 萊巴嫩 (印第安納州)
莱巴嫩（英語：Lebanon）是一個位於美國印第安納州布恩縣的城市。根據2010年美國人口普查，該地人口為15792人，而該地的面積約為40.50平方千米。同時該地也是布恩縣的縣治。

## 地理
莱巴嫩的座標為40°03′08″N 86°28′18″W / 40.05222°N 86.47167°W，而該地的平均海拔高度為286米（即938英尺）。